# Mercedes-Benz O405GN
Mercedes-Benz O405GN – niskowejściowy autobus miejski, produkowany przez niemiecką firmę Mercedes-Benz.